# Регіональний ландшафтний парк

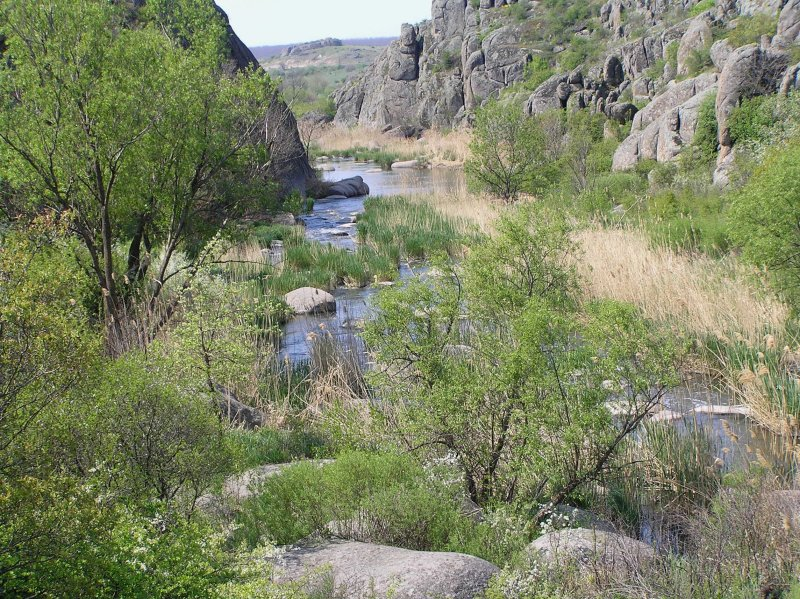
Регіональний ландшафтний парк «Гранітно-степове Побужжя»

Регіона́льні ландша́фтні (пейзажні) па́рки (РЛП) — окрема категорія територій і об'єктів природно-заповідного фонду.

## Загальний опис
Важлива регіональна сходинка в ієрархії охорони природи, що загалом складається з глобального (біосферного), національного, регіонального та локального (місцевого) рівнів.
Є природоохоронними рекреаційними установами місцевого чи регіонального значення, що створюються з метою збереження в природному стані типових або унікальних природних комплексів та об'єктів, а також забезпечення умов для організованого відпочинку населення. Організовуються з вилученням або без вилучення земельних ділянок, водних та інших природних об'єктів у їхніх власників або користувачів.
Регіональний ландшафтний парк підкреслює природну своєрідність регіону, а також вказує на регіональний характер джерел фінансування діяльності РЛП.
Головними завданнями регіональних ландшафтних парків є:
- збереження цінних природних та історико-культурних комплексів та об'єктів;
- створення умов для ефективного туризму, відпочинку та інших видів рекреаційної діяльності в природних умовах з додержанням режиму охорони заповідних природних комплексів і об'єктів;
- сприяння екологічній освітньо-виховній роботі.

Територія регіональних ландшафтних парків позначається на місцевості межовими охоронними знаками.

## Проблеми охорони біорізноманітності в регіональних ландшафтних парках
У багатьох РЛП відбуваються й інші порушення заповідного режиму. Наприклад, в РЛП «Ізюмська Лука» встановлені мисливські вишки і ведеться полювання. Також незаконно полювання ведеться в Трахтемирівському РЛП. РЛП "Пташиний рай" потерпає від масового руху рекреаційних суден з Києва, у РЛП «Лиса гора» незаконно влаштовано велосипедні маршрути, розпалюються вогнища. У РЛП «Гранітно-степове Побужжя» здійснюються самовільні рубки.

## Ландшафтні рекреаційні парки
У 2009 р., згідно з ч. 4 ст. 3 Закону України "Про природно-заповідний фонд України», Верховна Рада АРК встановила додаткову категорію територій та об'єктів природно-заповідного фонду місцевого значення в Автономній Республіці Крим - ландшафтно-рекреаційний парк (Постанова ВР АРК від 18.11.2009 р. № 1456-5/09). 
Зонування та режим використання території ЛРП схожий з іншим заповідним об’єктом – регіональним ландшафтним парком, але рекреаційна функція більш виражена. Міністерство екології та природних ресурсів розглядає ЛРП разом з РЛП, одночасно їх рахуючи у державній статистичній звітності.

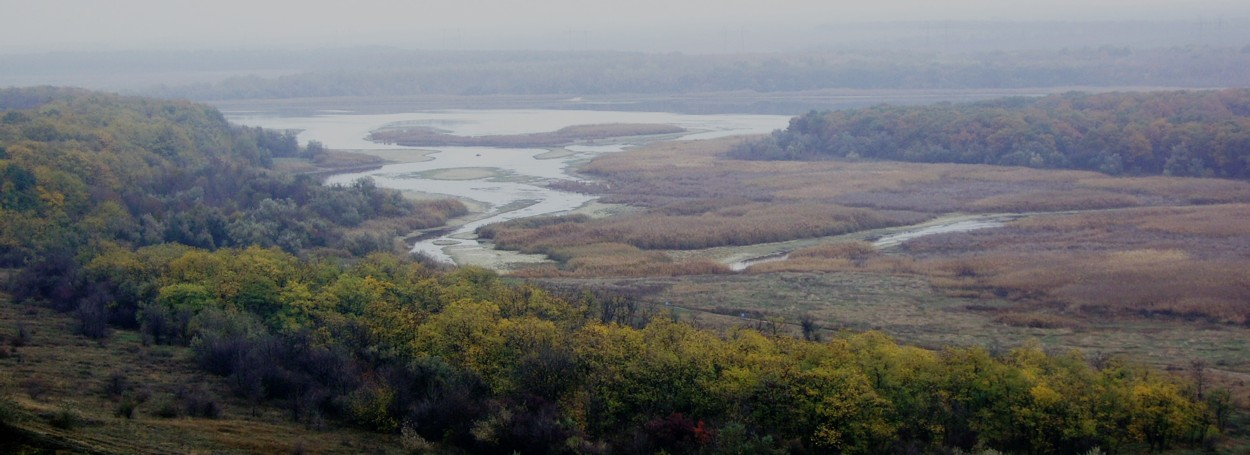
Регіональний ландшафтний парк «Клебан-Бик». Вигляд на Клебан-Бицьке водосховище з національного автомобільного шляху Н20.